# Psy myśliwskie

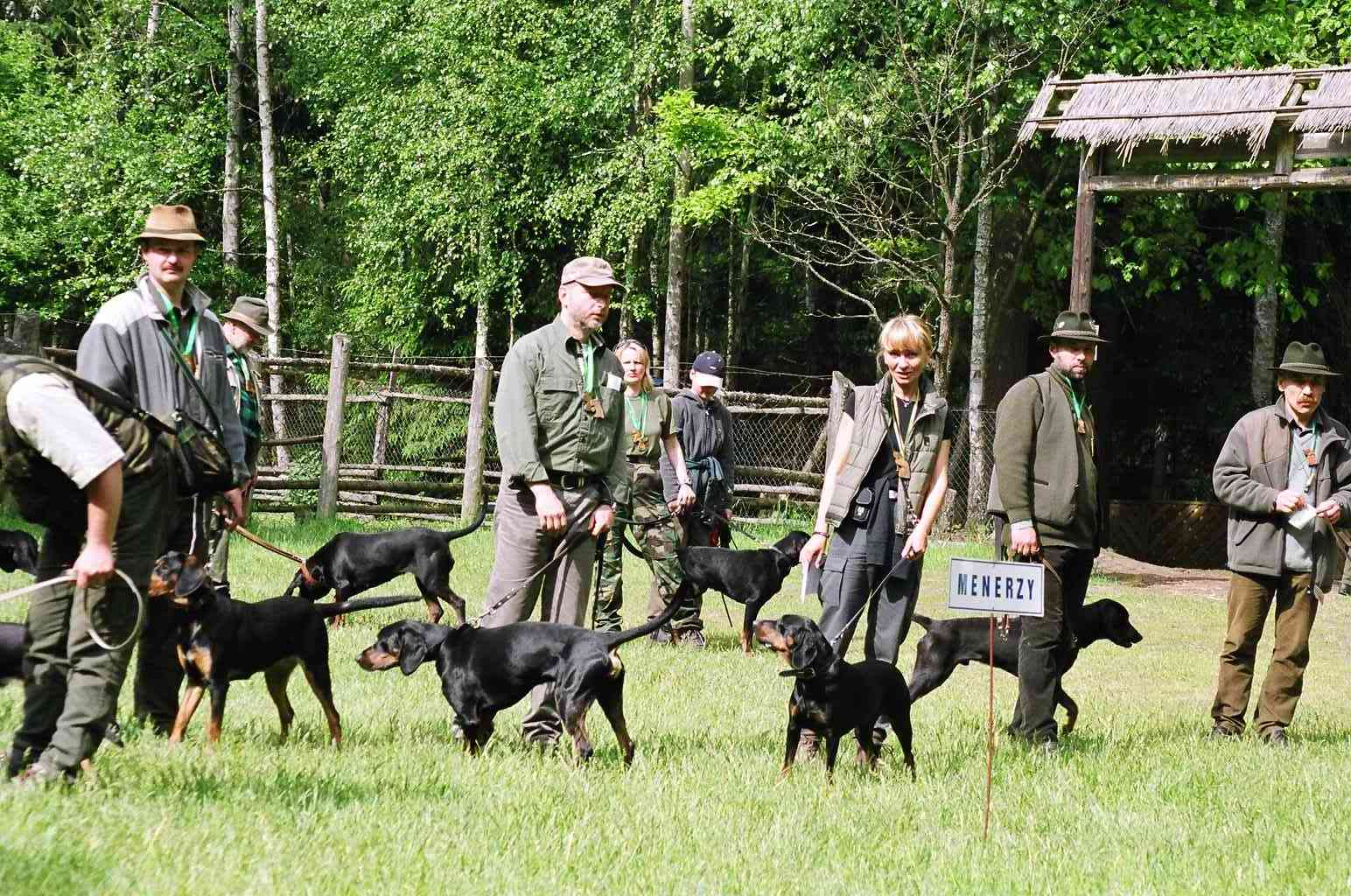
Konkurs dzikarzy i tropowców Przechlewko, maj 2004

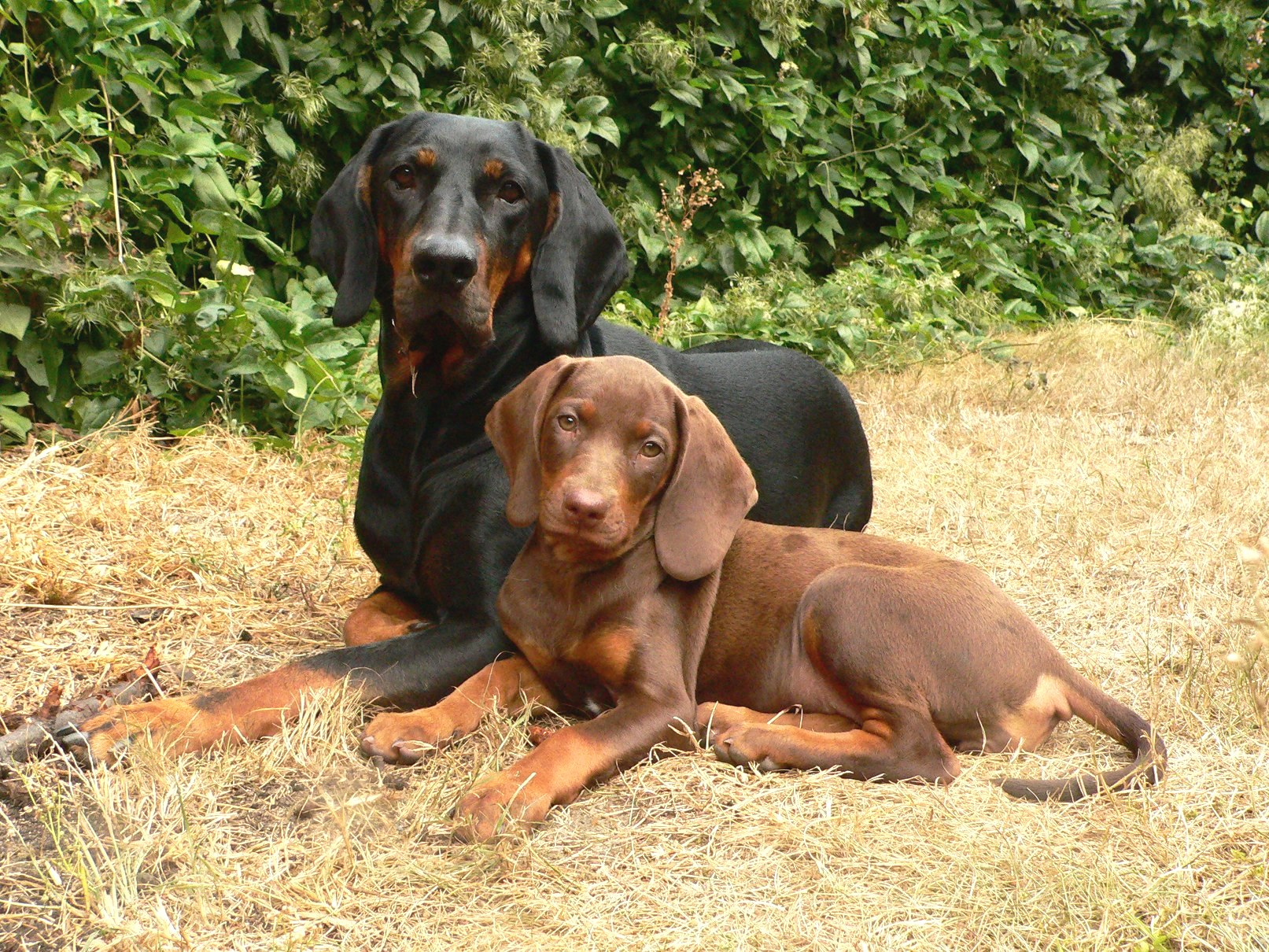
gończy polski

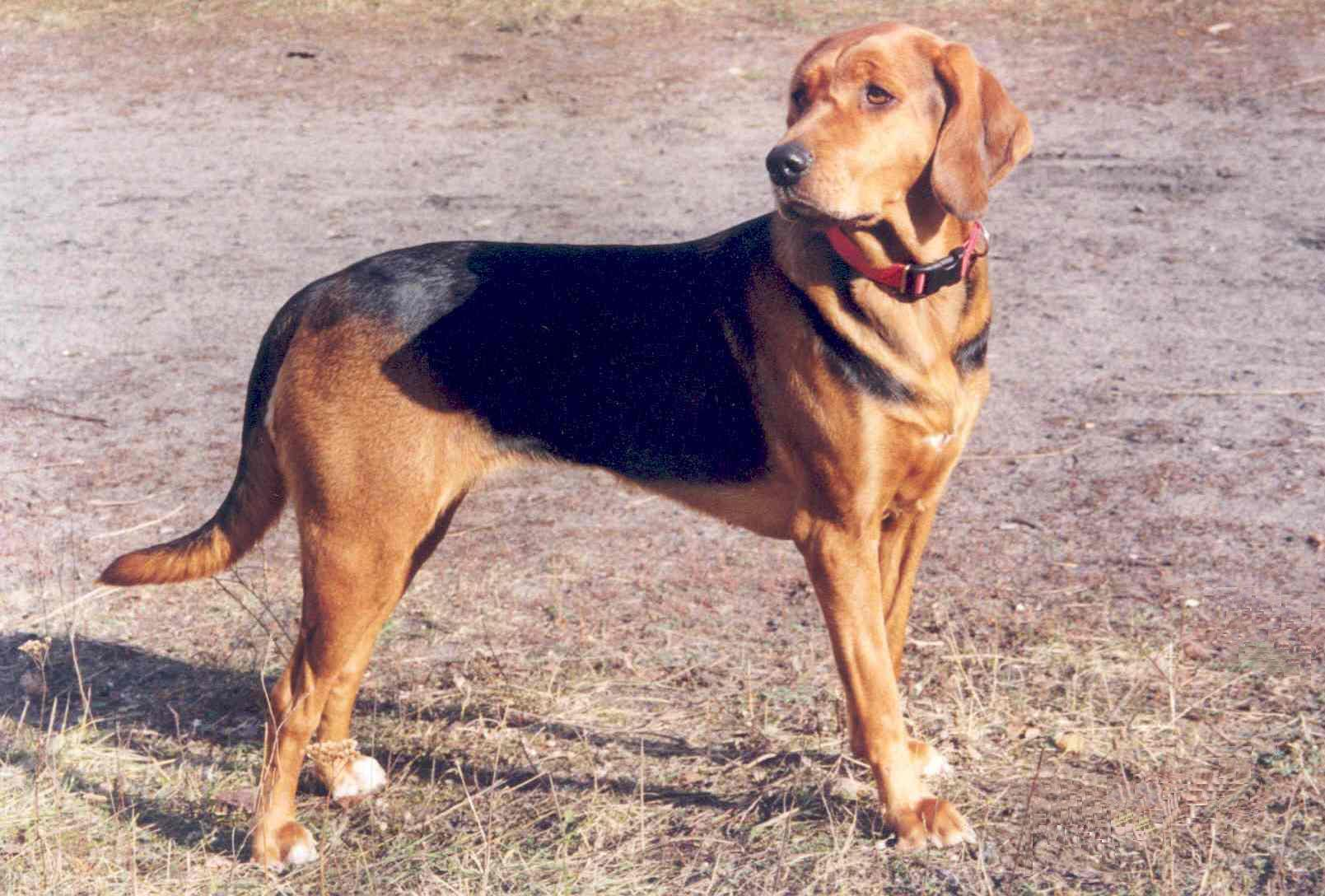
ogar polski

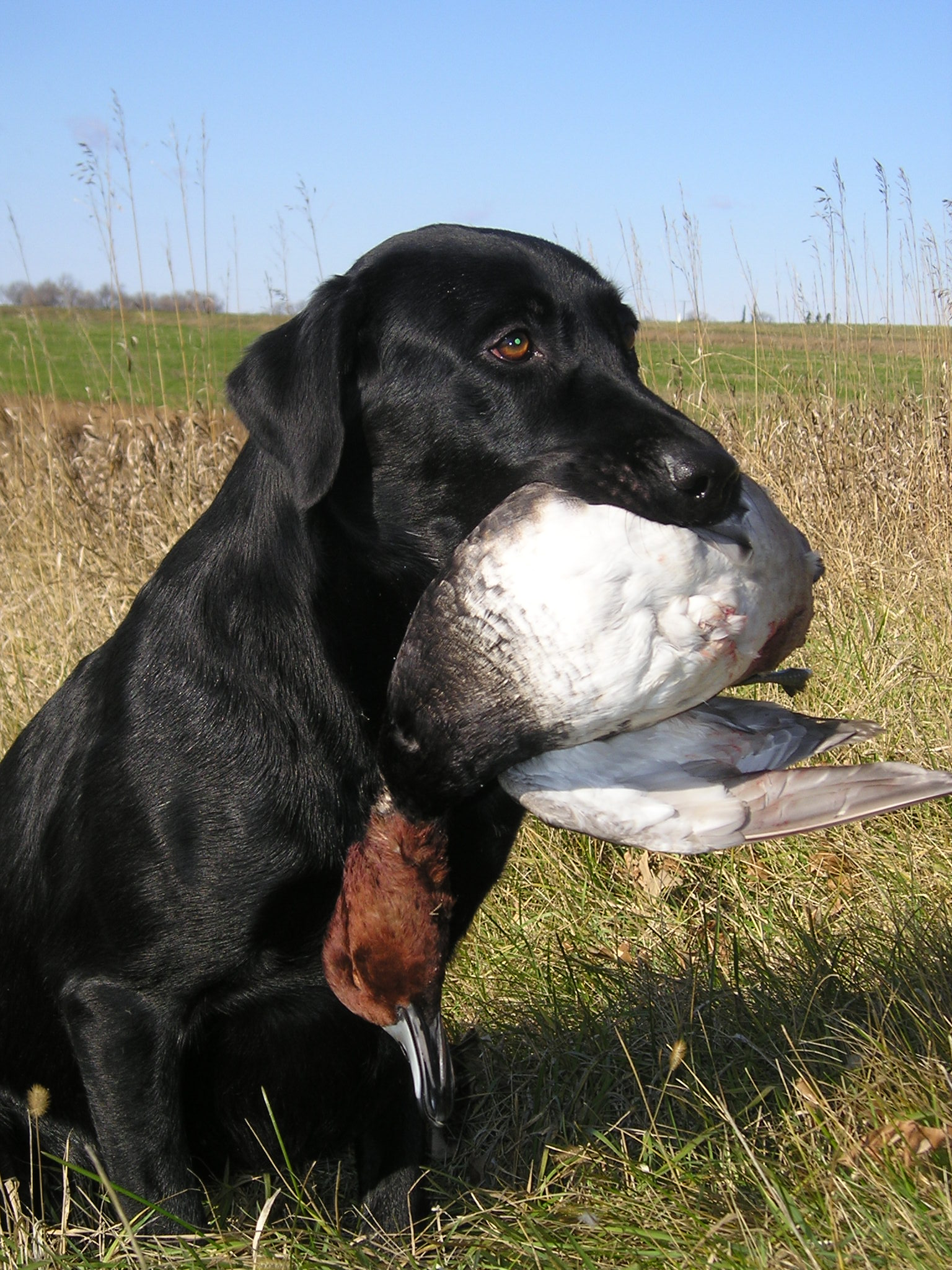
labrador retriever

Psy myśliwskie – grupa psów różnych ras użytkowanych przez myśliwych jako pomoc w polowaniu po uprzednim ich ułożeniu. Zależnie od sposobu zachowania na polowaniu (bez względu na rasę), rozróżnia się wyspecjalizowane grupy psów myśliwskich.

## Podział grup psów myśliwskich
Podział ze względu na cechy wrodzone
- psy wystawiające – do tej grupy należą tylko wyżły,
- psy niewystawiające – należą tu pozostałe rasy myśliwskie.

Podział według zakresu pracy psa i przydatności do poszczególnych rodzajów polowań
- aportery – psy przeznaczone do aportowania postrzelonej drobnej zwierzyny z lądu i wody;
- dzikarze – predysponowane do polowania na dziki;
- gończe – przeznaczone do pogoni za zwierzyną;
- norowce – predysponowane do wypłaszania lisów, królików i innej zwierzyny zamieszkującej nory;
- płochacze – przeznaczone do naganiania zwierzyny;
- posokowce – przeznaczone do poszukiwania postrzelonej zwierzyny czarnej oraz płowej;
- tropowce – predysponowane do tropienia zwierzyny po zostawionych przez nią śladach (tropach),
- wyżły – przeznaczone do aportowania, wyszukiwania, a także polowania w wodzie.

Podział ze względu na predyspozycje rasy oraz rodzaju wytresowania
- psy wszechstronne – mające predyspozycje do pracy w wodzie, polu oraz lesie,
- psy wielostronne – mające predyspozycje do pracy w dwóch z trzech środowisk,
- psy jednostronne – wyspecjalizowane w jednym rodzaju polowania.

Podział według wyglądu psa
- krótkowłose – wrażliwe na niskie temperatury, najlepiej się nadają do pracy w suchym polu,
- szorstkowłose – predysponowane do pracy w wodzie, szuwarach, poszyciu, śniegu, kolczastej roślinności,
- długowłose – przystosowane do pracy w trudnym terenie jak rasy szorstkowłose.

## Podział ras psów myśliwskich
Aportery
- Chesapeake Bay retriever
- curly coated retriever
- flat coated retriever
- golden retriever
- labrador retriever
- Nova Scotia duck tolling retriever

Gończe
- Whippet
- Greyhound
- Saluki
- Borzoj
- Chart afgański
- Wilczarz irlandzki
- Chart szkocki
- Chart hiszpański
- Chart węgierski
- Chart afrykański
- Chart arabski
- Chart polski
- ogar polski
- beagle
- gończy polski
- gończy słowacki

Jamniki
- jamnik krótkowłosy
- jamnik szorstkowłosy
- jamnik długowłosy

Płochacze
- płochacz niemiecki

Posokowce
- posokowiec bawarski
- posokowiec hanowerski

Spaniele
- polski spaniel myśliwski
- cocker spaniel
- springer spaniel angielski
- springer spaniel walijski

Szpice myśliwskie i psy pierwotne
- Basenji
- Pies faraona
- Podenco z Ibizy
- łajka zachodniosyberyjska
- łajka wschodniosyberyjska
- karelski pies na niedźwiedzie

Teriery
- foksterier krótkowłosy angielski
- foksterier szorstkowłosy angielski
- terier walijski
- airedale terier
- niemiecki terier myśliwski

Wyżły
- wyżeł niemiecki krótkowłosy
- wyżeł niemiecki szorstkowłosy
- wyżeł niemiecki ostrowłosy
- wyżeł węgierski krótkowłosy
- wyżeł węgierski szorstkowłosy
- wyżeł czeski szorstkowłosy
- wyżeł weimarski krótkowłosy
- wyżeł weimarski długowłosy
- seter szkocki
- seter irlandzki
- seter irlandzki czerwono-biały
- seter angielski
- pointer
- duży Münsterländer
- mały Münsterländer